# Шойгу, Ксения Сергеевна
Ксе́ния Серге́евна Шойгу́ (род. 10 января 1991, Москва) — российский общественный деятель и спортивный функционер. Президент Федерации триатлона России. Руководитель проекта «Лига героев», организатор проекта «Гонка героев», идеолог военно-исторического кластера «Остров фортов».

## Биография

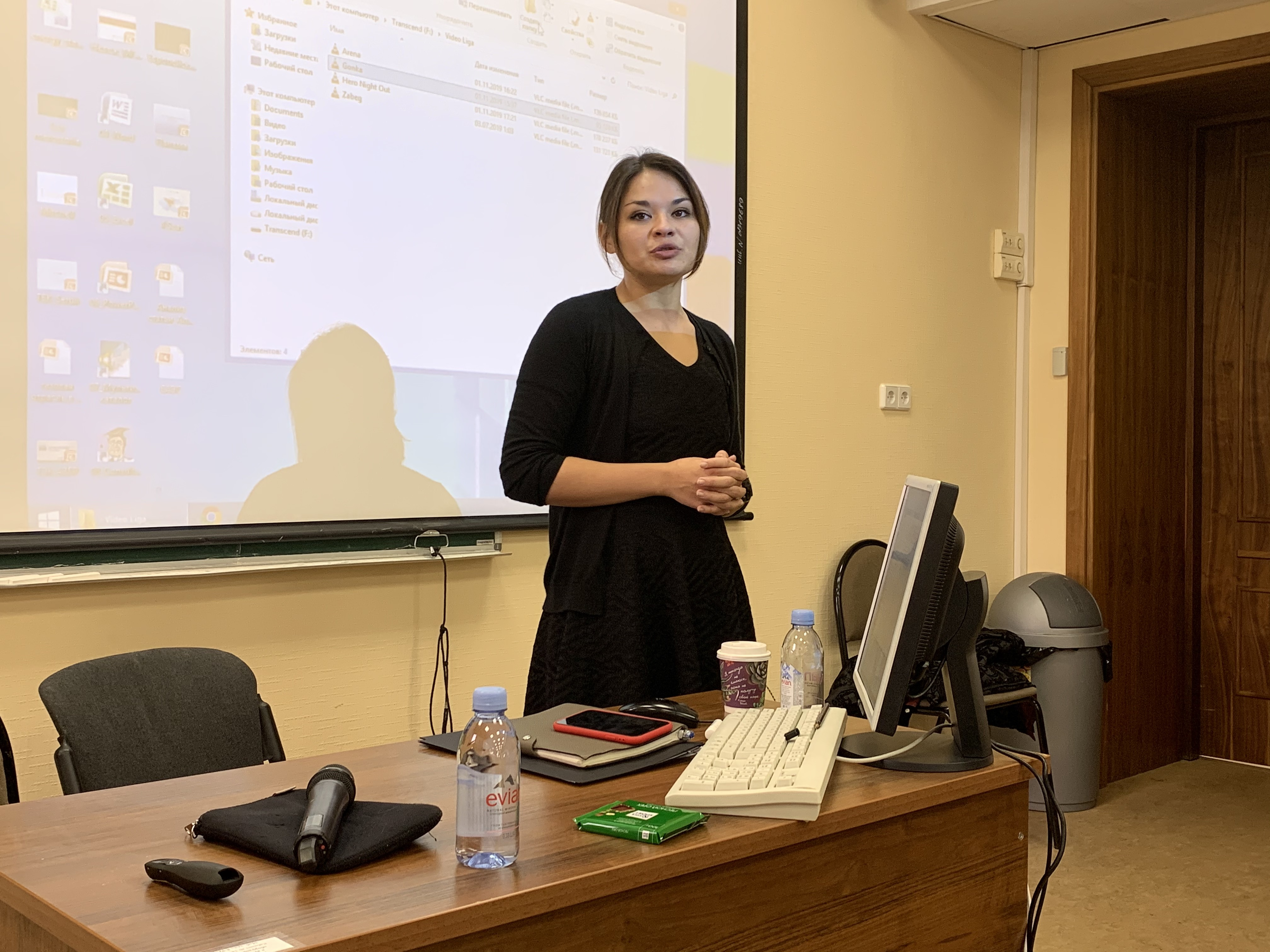
Ксения Шойгу на лекции в МГИМО

Родилась 10 января 1991 года в Москве в семье Сергея Шойгу (на тот момент главы МЧС) и предпринимателя Ирины Антипиной.
В 2013 году окончила факультет международных экономических отношений МГИМО(У) МИД России. Тема кандидатской диссертации «Иностранные прямые инвестиции». Читает курс лекций для студентов магистратуры МГИМО(У) МИД России. Владеет английским и китайским языками.

## Спортивная деятельность

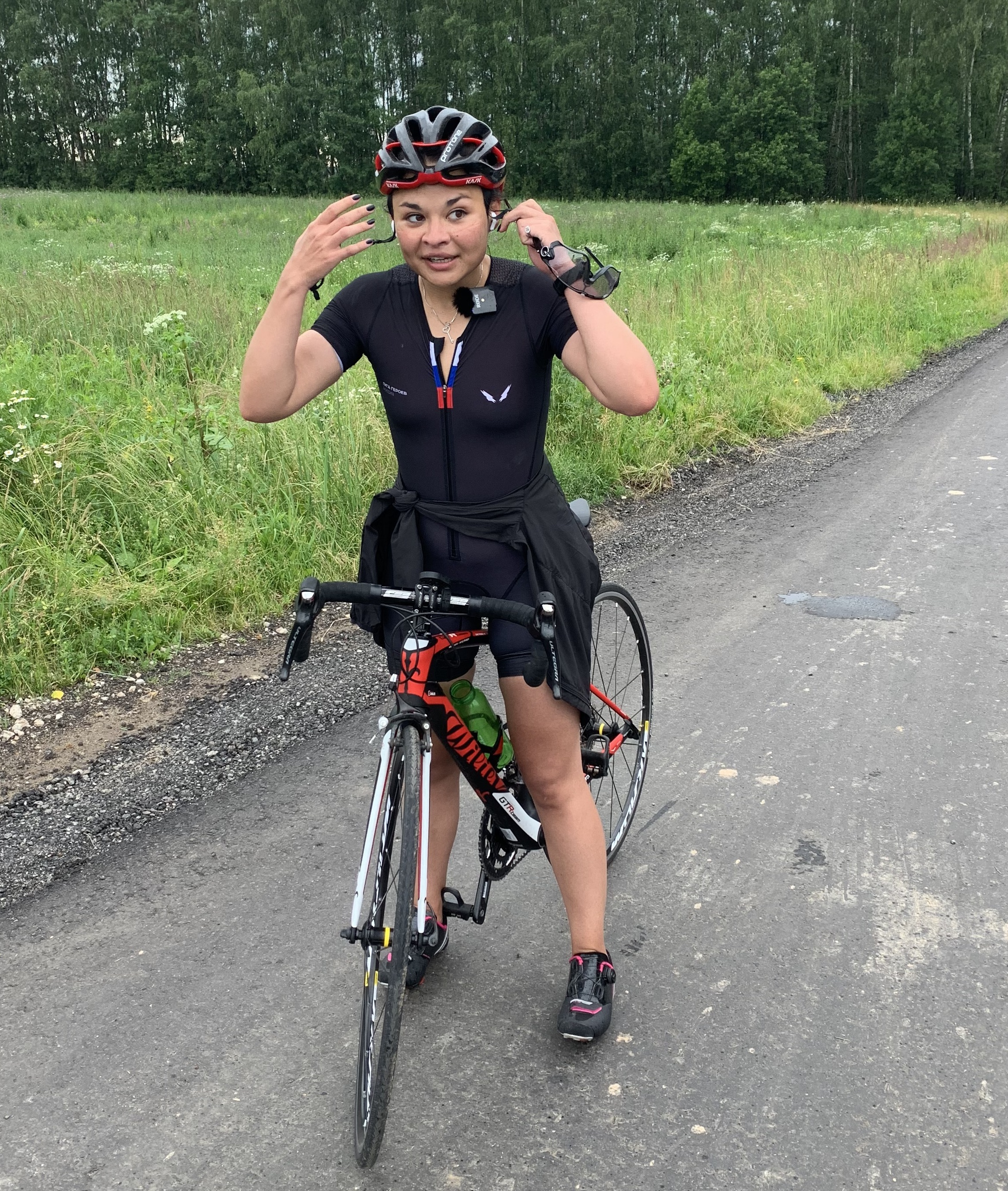
Ксения Шойгу на тренировке в Московской области 5 июля 2020 года

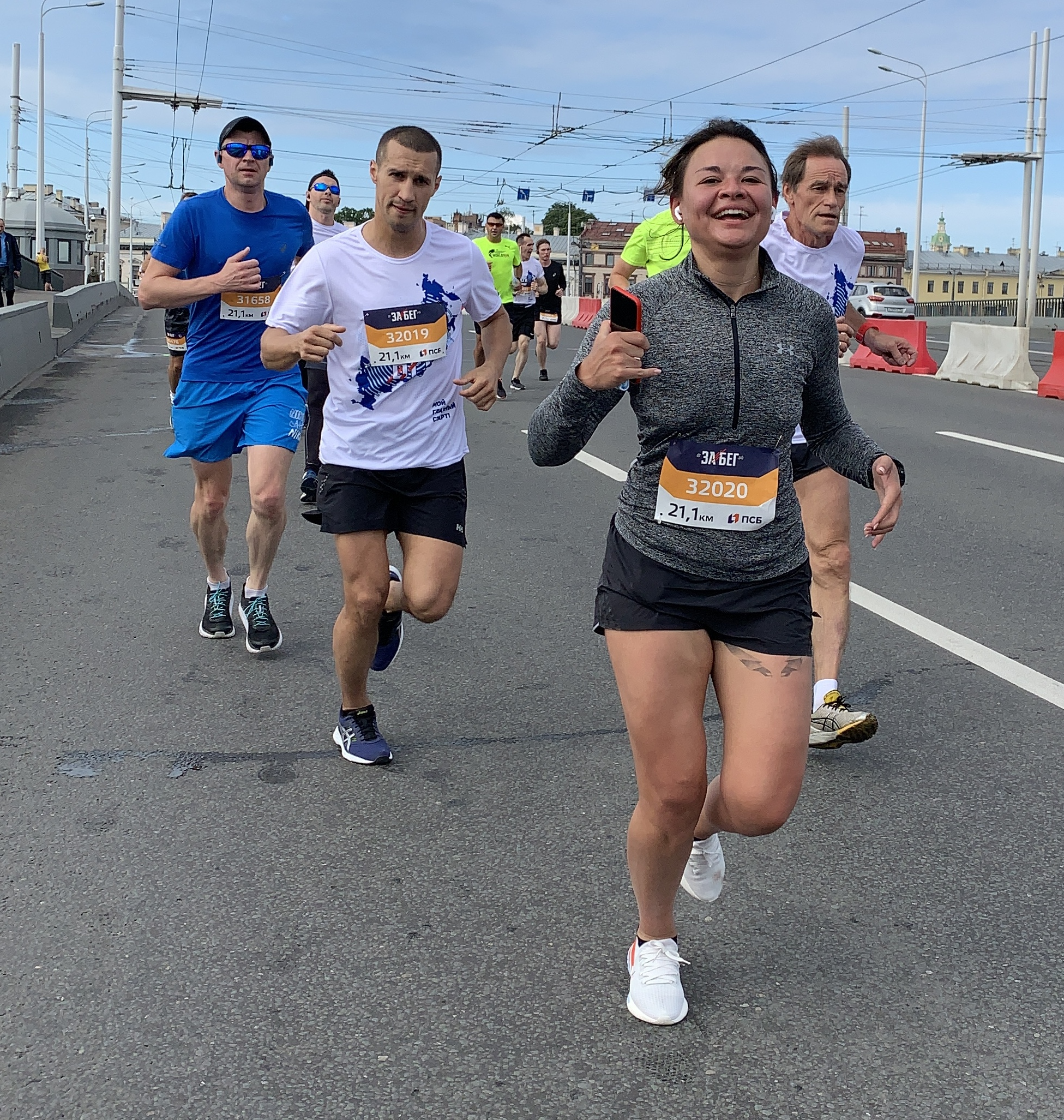
Ксения Шойгу на забеге в Санкт-Петербурге 2 августа 2020 года

Дважды участвовала в триатлонных стартах (Новая Зеландия в 2019 году и в Сочи в 2020 году), и бегом (дважды пробежала полумарафон в Санкт-Петербурге в 2018 и 2020 годах и приняла участие в Сингапурском марафоне).
Считается одним из идеологов зарождения OCR-движения в России — в 2013 году вместе со знакомыми организовала первый в России забег с препятствиями «Гонка героев». Позже проект вышел на всероссийский и международный уровень: «Гонка героев» впервые была проведена в Азербайджане и Германии.
Успешное проведение «Гонки героев» привело к созданию команды «Лиги героев» — группы единомышленников под руководством Ксении Шойгу, которые занимаются развитием и продвижением любительских и профессиональных видов спорта в России. Среди наиболее популярных проектов различные форматы «Гонки героев», первый всероссийский полумарафон с синхронным стартом «ЗаБег» и полоса препятствий «Арена героев».
В 2020 году под руководством Ксении полумарафон «Забег.РФ» стал обладателем рекорда Книги рекордов Гиннесса, как «полумарафон, объединивший самое большое количество городов одновременно».
5 декабря 2020 года 29-летняя Шойгу на отчётно-выборной конференции Федерации триатлона России единогласно избрана президентом.
25 августа 2024 года преодолела 226 километров (плавательный этап 3,8 км; велогонка 180 км; беговой этап 42,2 км) в рамках длинной дистанции триатлона «Лига Триатлона & IRONSTAR Москва 226».

## Предпринимательство
В 2017 году выступила в качестве спикера на форуме Университета «Синергия» «Герои российского бизнеса»[уточнить]. С 2019 года входит в рабочую группу по развитию города Кронштадт, курирует проект «Кронштадт. Остров фортов» — туристическо-рекреационный кластер с комфортными общественными пространствами.

## Карьера

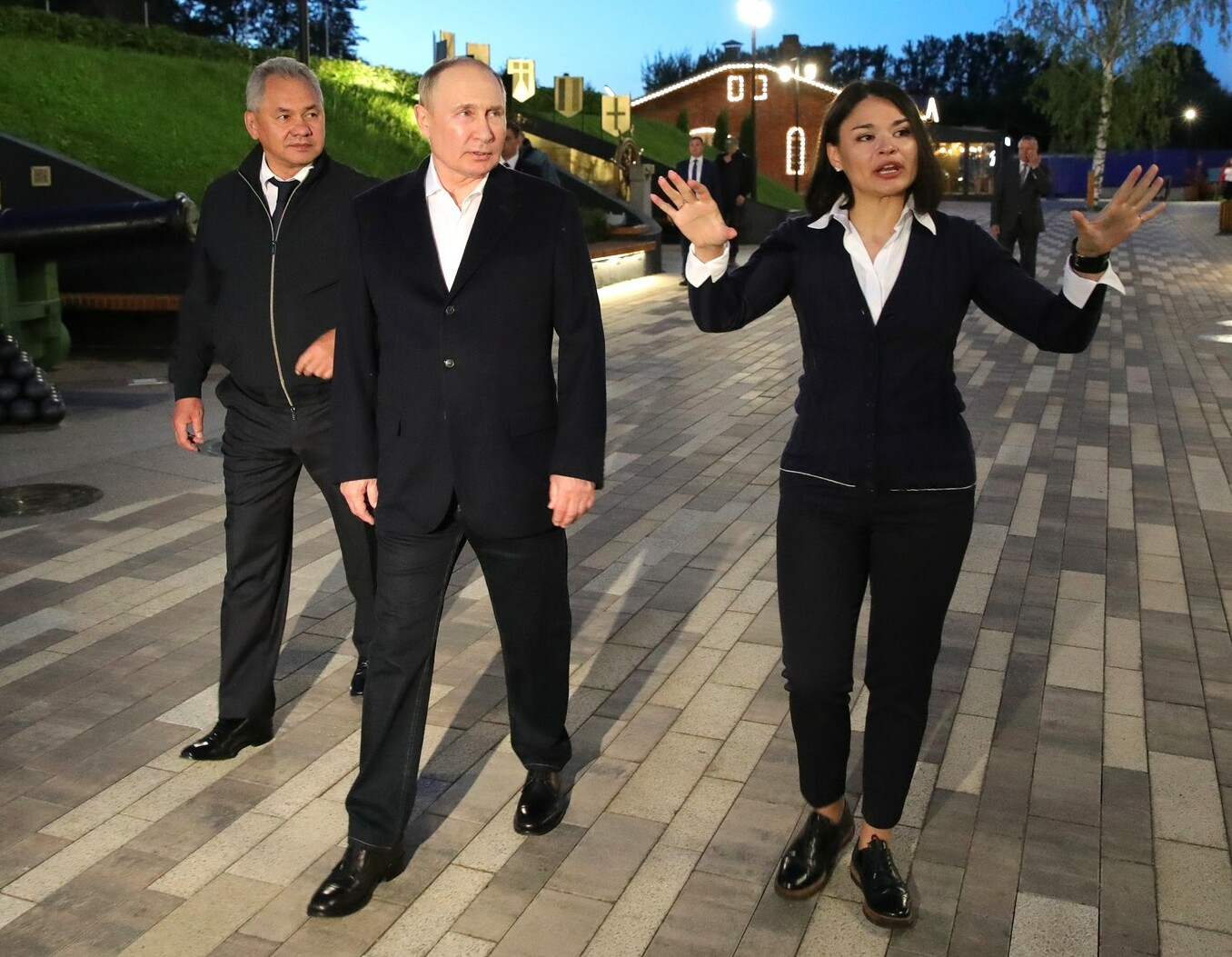
Ксения Шойгу с отцом и Владимиром Путиным 30.07.2022

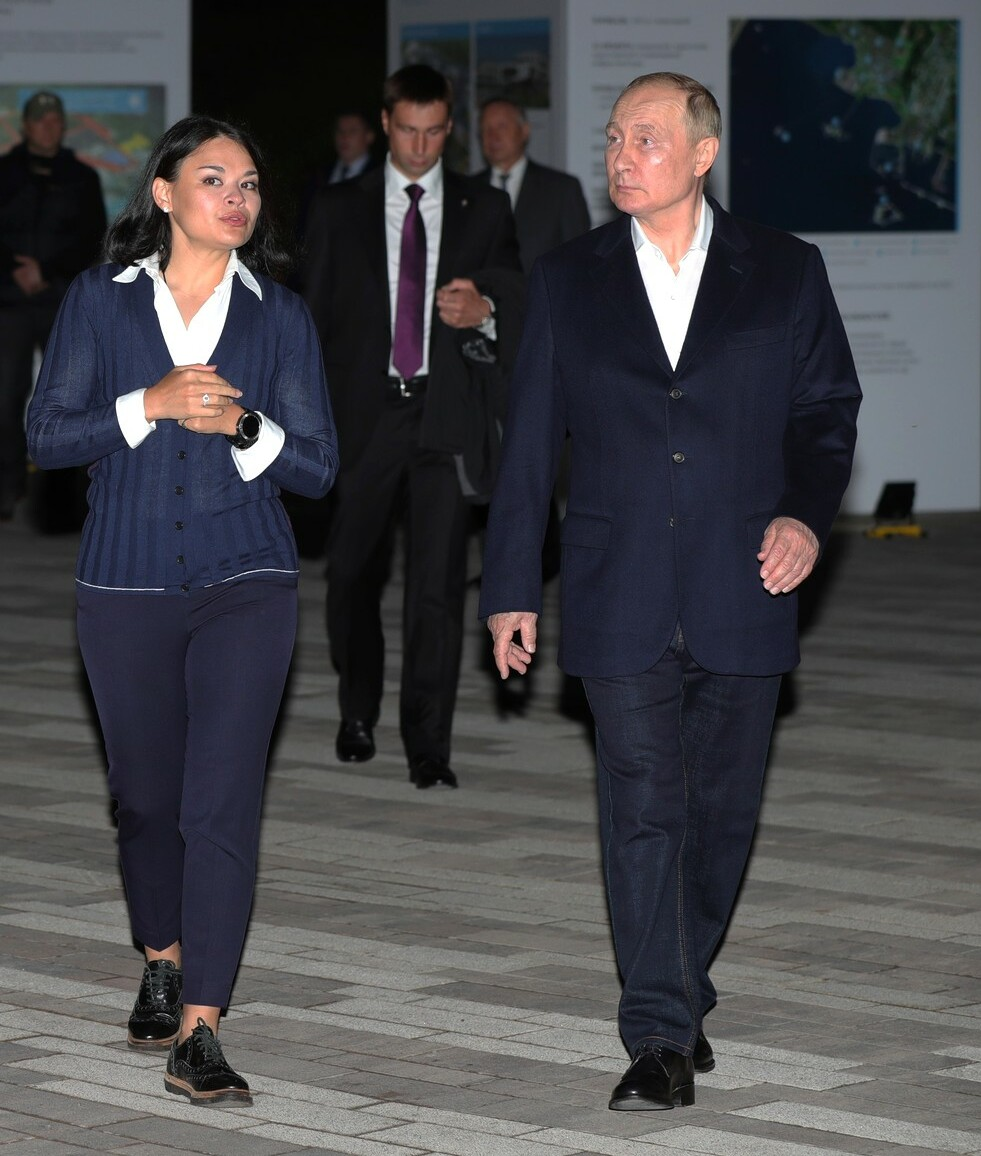
Владимир Путин и Ксения Шойгу 30.07.2022

- 2011—2012 годы — стажёр в банке «Санкт-Петербург»
- 2012—2013 годы — помощник заместителя руководителя «Ростехнадзора»
- 2013—2018 годы — старший аналитик департамента проектного и структурного финансирования «Газпромбанка»
- с 2018 года — советник заместителя председателя правления банка «Газпромбанк»
- с 2013 года — руководитель проекта «Лига Героев»
- с 2018 года — советник главы Торгово-промышленной палаты России
- с 2019 года — заместитель председателя инвестиционного комитета целевого некоммерческого фонда туристстко-рекреационного кластера в Кронштадте
- с 2020 года — управляющий партнёр венчурного фонда Sistema Smart Tech
- декабрь 2020 года — президент Федерации триатлона России[1][2]

## Личная жизнь
Гражданский партнёр (брак не был зарегистрирован официально) — фитнес-блогер Алексей Столяров. 17 сентября 2021 года у них родилась дочь, которую назвали Миланой, в сентябре 2022 года пара сообщила, что официально брак не заключала. Несмотря на это в СМИ Столярова часто называли «зятем Шойгу».
5 августа 2023 года в беседе с журналистами телеканала «360°» в ходе чемпионата России по гонкам с препятствиями в Алабино Ксения Шойгу и Столяров сообщили что уже давно не являются парой.
Снялась в эпизодической роли медсестры в фильме Никиты Михалкова «Утомлённые солнцем 2».

## Критика

#### Владение недвижимостью
27 октября 2015 года Алексей Навальный обнародовал сведения, согласно которым Ксения Шойгу в 2009 году приобрела участки земли в посёлке Барвиха. Подчеркивалось отсутствие достоверных сведений о происхождении средств, позволивших 18-летней Ксении Шойгу совершить столь дорогостоящую покупку. Авторами расследования предполагалось, что данная сделка являлась фиктивной, так как по достижении совершеннолетия, Сергей Шойгу мог более не включать информацию о дочери в свою декларацию.
Впоследствии представители Ксении Шойгу сообщили, что информация о земельных участках и их использовании «не соответствуют действительности». Также официальные представители обещали дать более развёрнутый письменный ответ на запрос журналистов, однако, не выполнили данного обещания. Вскоре из базы данных Росреестра была удалена информация о том, что Ксения Шойгу была владелицей данных участков и недвижимости.

#### Предпринимательская деятельность
25 июня 2021 года издание «Открытые медиа» опубликовало расследование о бизнесе Ксении Шойгу, который носит черты коррупционного характера, а также нарушающего принцип конфликта интересов. Утверждалось, что средства, используемые для предпринимательской деятельности Шойгу, имеют происхождение из федерального бюджета.
Как отмечалось в статье Forbes, бюджетных средств проект не получает, а финансирования на проведение «Гонки героев» Минобороны не выделяет, но у организаторов есть доступ к уникальным военным объектам. По словам Ксении Шойгу, продажи билетов приносят «Гонке» около 40 % выручки, 60 % — партнеры и спонсоры: РЖД, Газпромбанк, «Почта России», Toyota, WorldClass и другие.
В августе 2019 года стало известно, что Ксения стала бенефициаром инвесткомпании «Кэпитал перформ». По данным СПАРК, она была основана в мае 2018 года, 100 % в ней принадлежало предпринимателю Кириллу Демченко, также владеющему долями в ООО «Максима» (специализируется на розничной торговле мороженым и замороженными десертами) и ООО НТЦ ИСТ (занимается деятельностью в области архитектуры). В августе 2019 года Демченко передал 59 % компании Ксении Шойгу. По словам Ксении, с ним она познакомилась, когда поступала в МГИМО.

## Санкции
30 сентября 2022 года, на фоне вторжения России на Украину, была включена в санкционный список США как «заработавшая десятки миллионов долларов на государственных строительных проектах и имеющая деловые интересы, напрямую связанные с Министерством обороны». 7 октября 2022 года попала в санкционный список Японии.
15 апреля 2023 года внесена в санкционный список Украины как дочь Сергея Шойгу, который в свою очередь является «непосредственно отвечающим за реализацию политики, которая подрывает территориальную целостность, суверенитет и независимость Украины».